# BWF Super Series 2008
Die BWF Super Series 2008 waren die zweite Saison der BWF Super Series im Badminton. Die Serie begann mit den Malaysia Open am 15. Januar 2008 und ging mit den Hong Kong Open am 30. November zu Ende.  Als Abschluss wurde das BWF Super Series Finale zum ersten Mal ausgetragen.

## Turnierplan
| No. | Offizieller Titel          | Austragungsort                     | Stadt        | Datum         | Datum         | Preisgeld US-Dollar | Bericht |
| No. | Offizieller Titel          | Austragungsort                     | Stadt        | Start         | Ende          | Preisgeld US-Dollar | Bericht |
| --- | -------------------------- | ---------------------------------- | ------------ | ------------- | ------------- | ------------------- | ------- |
| 1   | Malaysia Open Super Series | Stadium Putra                      | Kuala Lumpur | 15. Januar    | 20. Januar    | 200,000             | Bericht |
| 2   | Korea Open Super Series    | Jangchung-Gymnasium                | Seoul        | 22. Januar    | 27. Januar    | 300,000             | Bericht |
| 3   | All England Super Series   | National Indoor Arena              | Birmingham   | 4. März       | 9. März       | 200,000             | Bericht |
| 4   | Swiss Open Super Series    | St. Jakobshalle                    | Basel        | 11. März      | 16. März      | 200,000             | Bericht |
| 5   | Singapore Super Series     | Singapore Indoor Stadium           | Singapur     | 10. Juni      | 15. Juni      | 200,000             | Bericht |
| 6   | Indonesia Super Series     | Gelora-Bung-Karno-Stadion          | Jakarta      | 17. Juni      | 22. Juni      | 250,000             | Bericht |
| 7   | Japan Super Series         | Tokyo Metropolitan Gymnasium       | Tokio        | 16. September | 21. September | 200,000             | Bericht |
| 8   | China Masters Super Series | Changzhou Olympic Sports Center    | Changzhou    | 23. September | 28. September | 200,000             | Bericht |
| 9   | Denmark Super Series       | Arena Fyn                          | Odense       | 21. Oktober   | 26. Oktober   | 200,000             | Bericht |
| 10  | French Super Series        | Stade Pierre de Coubertin          | Paris        | 28. Oktober   | 2. November   | 200,000             | Bericht |
| 11  | China Open Super Series    | Yuanshen Sports Development Center | Pudong       | 18. November  | 23. November  | 250,000             | Bericht |
| 12  | Hong Kong Super Series     | Queen Elizabeth Stadium            | Hong Kong    | 26. November  | 30. November  | 200,000             | Bericht |

## Gewinner
| Veranstaltung              | Herreneinzel     | Dameneinzel    | Herrendoppel                         | Damendoppel                  | Mixed                                       |
| -------------------------- | ---------------- | -------------- | ------------------------------------ | ---------------------------- | ------------------------------------------- |
| Malaysia Super Series      | Lee Chong Wei    | Tine Rasmussen | Markis Kido Hendra Setiawan          | Yang Wei Zhang Jiewen        | He Hanbin Yu Yang                           |
| Korea Open Super Series    | Lee Hyun-il      | Zhou Mi        | Fu Haifeng Cai Yun                   | Du Jing Yu Yang              | Lee Yong-dae Lee Hyo-jung                   |
| All England Super Series   | Chen Jin         | Tine Rasmussen | Jung Jae-sung Lee Yong-dae           | Lee Hyo-jung Lee Kyung-won   | Zheng Bo Gao Ling                           |
| Swiss Open Super Series    | Lin Dan          | Xie Xingfang   | Jung Jae-sung Lee Yong-dae           | Yang Wei Zhang Jiewen        | He Hanbin Yu Yang                           |
| Singapore Super Series     | Lee Chong Wei    | Tine Rasmussen | Zakry Abdul Latif Fairuzizuan Tazari | Du Jing Yu Yang              | Nova Widianto Liliyana Natsir               |
| Indonesia Super Series     | Sony Dwi Kuncoro | Zhu Lin        | Zakry Abdul Latif Fairuzizuan Tazari | Vita Marissa Liliyana Natsir | Zheng Bo Gao Ling                           |
| Japan Super Series         | Sony Dwi Kuncoro | Wang Yihan     | Lars Paaske Jonas Rasmussen          | Cheng Shu Zhao Yunlei        | Muhammad Rizal Vita Marissa                 |
| China Masters Super Series | Sony Dwi Kuncoro | Zhou Mi        | Markis Kido Hendra Setiawan          | Cheng Shu Zhao Yunlei        | Xie Zhongbo Zhang Yawen                     |
| Denmark Super Series       | Peter Gade       | Wang Lin       | Markis Kido Hendra Setiawan          | Wong Pei Tty Chin Eei Hui    | Joachim Fischer Nielsen Christinna Pedersen |
| French Super Series        | Peter Gade       | Wang Lin       | Markis Kido Hendra Setiawan          | Du Jing Yu Yang              | He Hanbin Yu Yang                           |
| China Open Super Series    | Lin Dan          | Jiang Yanjiao  | Jung Jae-sung Lee Yong-dae           | Zhang Yawen Zhao Tingting    | Lee Yong-dae Lee Hyo-jung                   |
| Hong Kong Super Series     | Chen Jin         | Wang Chen      | Jung Jae-sung Lee Yong-dae           | Zhang Yawen Zhao Tingting    | Xie Zhongbo Zhang Yawen                     |
| Super Series Finale        | Lee Chong Wei    | Zhou Mi        | Koo Kien Keat Tan Boon Heong         | Chin Eei Hui Wong Pei Tty    | Thomas Laybourn Kamilla Rytter Juhl         |

## Sieger nach Ländern
| Team       | MAS | KOR | ENG | SUI | SIN | INA | JPN | CHN-M | DEN | FRA | CHN-O | HKG | SSF | Total |
| ---------- | --- | --- | --- | --- | --- | --- | --- | ----- | --- | --- | ----- | --- | --- | ----- |
| China      | 2   | 2   | 2   | 4   | 1   | 2   | 2   | 2     | 1   | 3   | 3     | 3   |     | 27    |
| Indonesien | 1   |     |     |     | 1   | 2   | 2   | 2     | 1   | 1   |       |     |     | 10    |
| Dänemark   | 1   |     | 1   |     | 1   |     | 1   |       | 2   | 1   |       |     | 1   | 8     |
| Südkorea   |     | 2   | 2   | 1   |     |     |     |       |     |     | 2     | 1   |     | 8     |
| Malaysia   | 1   |     |     |     | 2   | 1   |     |       | 1   |     |       |     | 3   | 8     |
| Hongkong   |     | 1   |     |     |     |     |     | 1     |     |     |       | 1   | 1   | 4     |

## Ranglisten

### Weltnummer 1: Verlauf
| Kategorie    | Name                          | MAS | KOR | ENG | SUI | SIN | INA | JPN | CHN | DEN | FRA | CHN | HKG |
| ------------ | ----------------------------- | --- | --- | --- | --- | --- | --- | --- | --- | --- | --- | --- | --- |
| Herreneinzel | Lee Chong Wei                 |     |     |     |     |     |     |     |     |     |     |     |     |
| Dameneinzel  | Xie Xingfang                  |     |     |     |     |     |     |     |     |     |     |     |     |
| Dameneinzel  | Lu Lan                        |     |     |     |     |     |     |     |     |     |     |     |     |
| Dameneinzel  | Zhou Mi                       |     |     |     |     |     |     |     |     |     |     |     |     |
| Herrendoppel | Fu Haifeng Cai Yun            |     |     |     |     |     |     |     |     |     |     |     |     |
| Herrendoppel | Markis Kido Hendra Setiawan   |     |     |     |     |     |     |     |     |     |     |     |     |
| Damendoppel  | Zhang Yawen Wei Yili          |     |     |     |     |     |     |     |     |     |     |     |     |
| Damendoppel  | Du Jing Yu Yang               |     |     |     |     |     |     |     |     |     |     |     |     |
| Damendoppel  | Wong Pei Tty Chin Eei Hui     |     |     |     |     |     |     |     |     |     |     |     |     |
| Mixed        | Zheng Bo Gao Ling             |     |     |     |     |     |     |     |     |     |     |     |     |
| Mixed        | Nova Widianto Liliyana Natsir |     |     |     |     |     |     |     |     |     |     |     |     |

| Legende | Legende       |
| ------- | ------------- |
| 1       | Turniersieger |
| 2       | Finalist      |
| SF      | Halbfinale    |
| QF      | Viertelfinale |
| R2      | Achtelfinale  |
| R1      | 1/16-Finale   |
| Q       | Qualifikation |
| DNP     | Abwesend      |

### Herreneinzel
| Platz | Name             | MAS | KOR | ENG | SUI | SIN | INA | JPN | CHN | DEN | FRA | CHN | HKG | Punkte |
| ----- | ---------------- | --- | --- | --- | --- | --- | --- | --- | --- | --- | --- | --- | --- | ------ |
| 1     | Lee Chong Wei    | 1   | R2  | SF  | 2   | 1   | DNP | 2   | DNP | DNP | SF  | 2   | DNP | 58.240 |
| 2     | Chen Jin         | R2  | QF  | 1   | R1  | DNP | DNP | DNP | 2   | QF  | QF  | QF  | 1   | 52.180 |
| 3     | Sony Dwi Kuncoro | R1  | QF  | QF  | R1  | DNP | 1   | 1   | 1   | R2  | R2  | DNP | DNP | 49.320 |
| 4     | Joachim Persson  | DNP | DNP | QF  | R2  | QF  | R2  | DNP | QF  | 2   | QF  | R2  |     | 45.180 |
| 5     | Peter Gade       | DNP | SF  | DNP | DNP | SF  | R2  | R1  | DNP | 1   | 1   | R2  | R2  | 44.260 |
| 6     | Lin Dan          | DNP | 2   | 2   | 1   | DNP | DNP | DNP | DNP | DNP | DNP | 1   | 2   | 41.800 |
| 7     | Taufik Hidayat   | R2  | DNP | QF  | QF  | DNP | DNP | QF  | QF  | DNP | 2   | R2  | SF  | 41.580 |
| 8     | Bao Chunlai      | QF  | QF  | SF  | SF  | DNP | SF  | DNP | SF  | DNP | DNP | DNP | DNP | 35.760 |
| 8     | Kenneth Jonassen | SF  | SF  | QF  | QF  | DNP | DNP | DNP | DNP | SF  | SF  | DNP | DNP | 35.760 |
| 10    | Chan Yan Kit     | R1  | R2  | R1  | R1  | R1  | R1  | R1  | R2  | R1  | R2  | R1  | R2  | 29.520 |

### Dameneinzel
| Platz | Name           | MAS | KOR | ENG | SUI | SIN | INA | JPN | CHN | DEN | FRA | CHN | HKG | Punkte |
| ----- | -------------- | --- | --- | --- | --- | --- | --- | --- | --- | --- | --- | --- | --- | ------ |
| 1     | Zhou Mi        | R2  | 1   | R1  | QF  | 2   | QF  | 2   | 1   | 2   | R2  | QF  | SF  | 72.760 |
| 2     | Tine Rasmussen | 1   | DNP | 1   | DNP | 1   | R1  | SF  | QF  | SF  | SF  | R2  | R2  | 61.320 |
| 3     | Wang Chen      | QF  | QF  | QF  | QF  | QF  | QF  | QF  | R2  | R1  | R1  | SF  | 1   | 54.740 |
| 4     | Zhu Lin        | 2   | DNP | R2  | QF  | DNP | 1   | R1  | QF  | QF  | R1  | SF  | SF  | 53.000 |
| 5     | Lu Lan         | QF  | 2   | 2   | QF  | DNP | DNP | SF  | QF  | SF  | SF  | DNP | DNP | 49.980 |
| 6     | Wang Lin       | DNP | DNP | DNP | DNP | R2  | DNP | R2  | 2   | 1   | 1   | SF  | R1  | 42.040 |
| 7     | Pi Hongyan     | SF  | R1  | QF  | SF  | R2  | SF  | DNP | DNP | DNP | QF  | R1  | R1  | 39.600 |
| 8     | Xu Huaiwen     | R1  | QF  | SF  | SF  | DNP | DNP | R2  | DNP | R1  | R2  | R2  | R2  | 36.720 |
| 9     | Hwang Hye-youn | R2  | R1  | SF  | R1  | QF  | R2  | QF  | DNP | DNP | DNP | R1  | QF  | 35.400 |
| 10    | Wong Mew Choo  | SF  | R1  | QF  | R2  | SF  | DNP | R2  | DNP | DNP | R1  | R2  | R1  | 35.340 |

### Herrendoppel
| Platz | Name                                    | MAS | KOR | ENG | SUI | SIN | INA | JPN | CHN | DEN | FRA | CHN | HKG | Punkte |
| ----- | --------------------------------------- | --- | --- | --- | --- | --- | --- | --- | --- | --- | --- | --- | --- | ------ |
| 1     | Markis Kido Hendra Setiawan             | 1   | R2  | R1  | 2   | DNP | QF  | QF  | 1   | 1   | 1   | DNP | QF  | 65.540 |
| 2     | Zakry Abdul Latif Fairuzizuan Tazari    | R2  | R2  | R1  | SF  | 1   | 1   | R2  | R2  | QF  | QF  | QF  | 2   | 61.600 |
| 3     | Lars Paaske Jonas Rasmussen             | 2   | SF  | QF  | R2  | R1  | DNP | 1   | DNP | SF  | SF  | QF  | DNP | 52.160 |
| 4     | Jung Jae-sung Lee Yong-dae              | R1  | QF  | 1   | 1   | DNP | DNP | DNP | DNP | DNP | DNP | 1   | 1   | 45.440 |
| 5     | Mathias Boe Carsten Mogensen            | R2  | SF  | R2  | QF  | DNP | QF  | DNP | DNP | R2  | R2  | 2   | R1  | 40.920 |
| 6     | Candra Wijaya Tony Gunawan              | SF  | DNP | R2  | QF  | DNP | 2   | QF  | DNP | DNP | DNP | SF  | R1  | 36.540 |
| 7     | Koo Kien Keat Tan Boon Heong            | R2  | DNP | R1  | R2  | DNP | DNP | DNP | R2  | QF  | SF  | SF  | SF  | 35.940 |
| 8     | Fu Haifeng Cai Yun                      | SF  | 1   | R2  | R2  | DNP | DNP | DNP | SF  | DNP | DNP | QF  | DNP | 34.280 |
| 9     | Rian Sukmawan Yonathan Suryatama Dasuki | DNP | DNP | R1  | DNP | R2  | R1  | SF  | QF  | QF  | QF  | DNP | R1  | 31.800 |
| 10    | Shuichi Sakamoto Shintaro Ikeda         | R1  | R2  | SF  | R2  | R2  | R2  | QF  | DNP | DNP | DNP | DNP | R2  | 31.680 |

### Damendoppel
| Platz | Name                                       | MAS | KOR | ENG | SUI | SIN | INA | JPN | CHN | DEN | FRA | CHN | HKG | Punkte |
| ----- | ------------------------------------------ | --- | --- | --- | --- | --- | --- | --- | --- | --- | --- | --- | --- | ------ |
| 1     | Wong Pei Tty Chin Eei Hui                  | R2  | QF  | R2  | R1  | R1  | QF  | 2   | QF  | 1   | 2   | 2   | SF  | 64.340 |
| 2     | Du Jing Yu Yang                            | SF  | 1   | 2   | SF  | 1   | DNP | DNP | DNP | DNP | 1   | SF  | DNP | 54.660 |
| 3     | Liliyana Natsir Vita Marissa               | R2  | QF  | R2  | R2  | SF  | 1   | SF  | QF  | DNP | QF  | DNP | QF  | 51.560 |
| 4     | Zhao Yunlei Cheng Shu                      | DNP | DNP | DNP | DNP | DNP | DNP | 1   | 1   | R2  | SF  | QF  | 2   | 39.880 |
| 5     | Lena Frier Kristiansen Kamilla Rytter Juhl | R2  | DNP | R2  | R2  | QF  | R2  | DNP | DNP | QF  | QF  | QF  | QF  | 39.660 |
| 6     | Ha Jung-eun Kim Min-jung                   | R1  | R2  | R2  | R2  | SF  | QF  | R2  | DNP | DNP | DNP | SF  | SF  | 39.540 |
| 7     | Miyuki Maeda Satoko Suetsuna               | QF  | R1  | R1  | DNP | QF  | 2   | SF  | DNP | DNP | DNP | DNP | DNP | 30.960 |
| 8     | Lee Kyung-won Lee Hyo-jung                 | SF  | SF  | 1   | SF  | DNP | DNP | DNP | DNP | DNP | DNP | DNP | DNP | 28.460 |
| 9     | Zhang Yawen Wei Yili                       | DNP | SF  | SF  | 2   | DNP | SF  | DNP | DNP | DNP | DNP | DNP | DNP | 27.060 |
| 10    | Gao Ling Zhao Tingting                     | 2   | 2   | QF  | QF  | DN  | DNP | DNP | DNP | DNP | DNP | DNP | DNP | 25.680 |

### Mixed
| Platz | Name                                              | MAS | KOR | ENG | SUI | SIN | INA | JPN | CHN | DEN | FRA | CHN | HKG | Punkte |
| ----- | ------------------------------------------------- | --- | --- | --- | --- | --- | --- | --- | --- | --- | --- | --- | --- | ------ |
| 1     | Nova Widianto Liliyana Natsir                     | QF  | R1  | 2   | SF  | 1   | SF  | 2   | 2   | DNP | SF  | DNP | QF  | 64.160 |
| 2     | He Hanbin Yu Yang                                 | 1   | R1  | QF  | 1   | DNP | DNP | DNP | SF  | DNP | SF  | QF  | QF  | 51.360 |
| 3     | Thomas Laybourn Kamilla Rytter Juhl               | R2  | QF  | R2  | R2  | R1  | 2   | DNP | DNP | 2   | R2  | SF  | SF  | 48.720 |
| 4     | Lee Yong-dae Lee Hyo-jung                         | 2   | 1   | QF  | SF  | DNP | DNP | DNP | DNP | DNP | DNP | 1   | 2   | 45.460 |
| 5     | Anthony Clark Donna Kellogg                       | DNP | R2  | QF  | 2   | 2   | DNP | DNP | DNP | QF  | 2   | R1  | R2  | 41.520 |
| 6     | Xie Zhongbo Zhang Yawen                           | DNP | SF  | SF  | QF  | DNP | DNP | DNP | 1   | DNP | DNP | R2  | 1   | 39.880 |
| 7     | Robert Blair Imogen Bankier                       | R2  | Q   | QF  | R2  | DNP | QF  | R2  | DNP | SF  | R2  | QF  | R2  | 37.210 |
| 8     | Sudket Prapakamol Saralee Thungthongkam           | SF  | QF  | R2  | QF  | QF  | DNP | R2  | QF  | DNP | DNP | R1  | R1  | 36.840 |
| 9     | Songphon Anugritayawon Kunchala Voravichitchaikul | R2  | R1  | DNP | DNP | SF  | R2  | SF  | R2  | DNP | DNP | R2  | R2  | 33.060 |
| 10    | Zheng Bo Gao Ling                                 | DNP | DNP | 1   | QF  | QF  | 1   | DNP | DNP | DNP | DNP | DNP | DNP | 28.480 |